# Anarchistická kuchařka
Anarchistická kuchařka (anglicky The Anarchist Cookbook) je kniha, kterou její autor, tehdy devatenáctiletý student William Powell (1949–2016), v roce 1969 uveřejnil jako protest proti vietnamské válce. Kniha obsahuje recepty a návody na výrobu zbraní (včetně jaderných), výbušnin, drog jako LSD a řady nyní zastaralých zařízení k podvodnému používání telekomunikací a jiných kontroverzních témat. I přes svůj název nemá kniha nic společného s anarchistickým hnutím ani s vařením.